# Dubno (huyện)
Huyện Dubno (tiếng Ukraina: Дубенський район, chuyển tự: Dubnos’kyi raion) là một huyện của tỉnh Rivne thuộc Ukraina. Huyện Dubno có diện tích 1199 kilômét vuông, dân số theo điều tra dân số ngày 5 tháng 12 năm 2001 là 48635 người với mật độ 41 người/km2. Trung tâm huyện nằm ở Dubno.